# Karlsfeld
Karlsfeld este o comună aflată în districtul Dachau, landul Bavaria, Germania.